# Paszuki (Ukraina)
Paszuki (ukr. Пашуки, Paszuky) – wieś na Ukrainie, w obwodzie rówieńskim, w rejonie rówieńskim, w hromadzie Hoszcza. W 2001 roku liczyła 230 mieszkańców.